# Mitrapsylla deserata
Mitrapsylla deserata is een halfvleugelig insect uit de familie bladvlooien (Psyllidae). De wetenschappelijke naam van deze soort werd voor het eerst geldig gepubliceerd door Caldwell in 1944.